# Portishead (Album)
Portishead ist das zweite Album der gleichnamigen Trip-Hop-Band aus Bristol. Es erschien etwa drei Jahre nach dem hochgelobten Vorgänger Dummy und markiert gleichzeitig den Beginn einer elfjährigen Wartezeit auf das dritte Studioalbum Third. Als Singles wurden die Lieder All Mine, Over und Only You ausgekoppelt.

## Titelliste
1. Cowboys (Barrow, Gibbons) – 4:38
2. All Mine – 3:59
3. Undenied (Barrow, Gibbons) – 4:18
4. Half Day Closing – 3:49
5. Over – 4:00
6. Humming – 6:02
7. Mourning Air – 4:11
8. Seven Months – 4:15
9. Only You (Barrow, Gibbons, Utley, Thorne, Hardson, Stewart) – 4:59
10. Elysium – 5:54
11. Western Eyes – 3:57

- Alle Titel von Geoff Barrow, Beth Gibbons & Adrian Utley, sofern nicht anders vermerkt.

## Samples
Wie schon auf dem Debütalbum der Band finden sich auch auf diesen Album einige Samples von anderen Musikern. Dies betrifft das Lied Only You mit Samples von Ken Thornes Inspector Clouseau, The Pharcydes She Said und das Lied Western Eyes mit einem Sample von Hookers & Gin von Sean Atkins Experience.

## Rezensionen
Das Album steht etwas hinter dem hochgelobten Debüt zurück, wurde jedoch ebenfalls als „brillante Platte“ bezeichnet.
In diversen Album-des-Jahres-1997-Ranglisten errang das Album vordere Plätze, darunter im Melody Maker (Platz 18), im NME (Platz 32), Spin (Platz 6) und im Q (in den Top 50; ohne Reihenfolge).

## Filmmusik
Einige Stücke des Albums fanden als Filmmusik oder in Serien Verwendung, darunter Undenied in Unter dem Sand und Only You in Warehouse 13 (Staffel 1, Episode 5).

## Kommerzieller Erfolg

### Chartplatzierungen
| ChartsChartplatzierungen       | Höchstplatzierung | Wochen |
| ------------------------------ | ----------------- | ------ |
| Deutschland (GfK)              | 7 (18 Wo.)        | 18     |
| Österreich (Ö3)                | 6 (9 Wo.)         | 9      |
| Schweiz (IFPI)                 | 11 (8 Wo.)        | 8      |
| Vereinigte Staaten (Billboard) | 21 (16 Wo.)       | 16     |
| Vereinigtes Königreich (OCC)   | 2 (27 Wo.)        | 27     |

### Auszeichnungen für Musikverkäufe
| Land/Region                  | Auszeichnungen für Musikverkäufe (Land/Region, Auszeichnung, Verkäufe) | Verkäufe  |
| ---------------------------- | ---------------------------------------------------------------------- | --------- |
| Australien (ARIA)            | Gold                                                                   | 35.000    |
| Belgien (BRMA)               | Platin                                                                 | (50.000)  |
| Europa (IFPI)                | Platin                                                                 | 1.000.000 |
| Italien (FIMI)               | Gold                                                                   | (25.000)  |
| Kanada (MC)                  | Gold                                                                   | 50.000    |
| Neuseeland (RMNZ)            | 2× Platin                                                              | 30.000    |
| Schweiz (IFPI)               | Gold                                                                   | (25.000)  |
| Vereinigtes Königreich (BPI) | Platin                                                                 | (300.000) |
| Insgesamt                    | 4× Gold · 6× Platin ·                                                  | 1.115.000 |